# Anton Lücht
Anton Meinhard Lücht (* 13. Mai 1948 in Warsingsfehn) ist ein deutscher Politiker. Er war Mitglied im Niedersächsischen Landtag und war von 2006 bis 2014 hauptamtlicher Bürgermeister der Gemeinde Moormerland.

## Leben
Lücht absolvierte eine Ausbildung zum Gas- und Wasserinstallateurmeister und übte diesen Beruf bis 1979 aus. Seitdem war er – unterbrochen durch sein Amt als Mitglied des Niedersächsischen Landtages – als Lehrer für Fachpraxis an den Berufsbildenden Schulen II in Emden tätig.
Er ist seit 1977 verheiratet und hat einen Sohn.

## Politische Karriere
Lücht ist seit 1981 Mitglied der SPD und des Gemeinderates der Gemeinde Moormerland. 1986 war er Ortsbürgermeister der Ortschaft Warsingsfehn.
Im Jahre 1993 wurde er zum Bürgermeister der Gemeinde Moormerland (ehrenamtlich) gewählt, nachdem er zwei Jahre zuvor einer der Stellvertreter seines Amtsvorgängers Herbert Welzel geworden war. Dieses Amt hielt er bis 1999 inne. Von 1998 bis 2003 war er Mitglied des Niedersächsischen Landtages. Im Jahre 2006 wurde er zum (hauptamtlichen) Bürgermeister der Gemeinde Moormerland gewählt. Nach Vollendung der Amtszeit schied er zum 1. November 2014 aus seinem Amt aus.
Lücht war Mitglied der 11. Bundesversammlung 1999, die Johannes Rau zum Bundespräsidenten wählte.